# Liste der Infanterieregimenter der altpreußischen Armee
Die Infanterie der altpreußischen Armee umfasste bei ihrem Höchststand 60 Regimenter. Hinzu kamen etliche sonstige Formationen und Garnison-Grenadier-Bataillone. Die Aufstellung der ersten Regimenter in einem stehenden Heer erfolgte nach dem Beschluss des brandenburgisch-preußischen Geheimen Rates vom 5. Juni 1644. Die nach und nach zunehmenden Regimenter gingen schließlich 1806 im Vierten Koalitionskrieg gegen das napoléonische Frankreich in ihrer großen Zahl unter. Lediglich acht Regimenter wurden in das neue Heer übernommen, das von Historikern zur Unterscheidung als „neupreußische Armee“ bezeichnet wird.

## Erläuterung der Systematik
Die Nummerierung der preußischen Regimenter erfolgte erst kurz vor dem Zusammenbruch der Armee 1806. Zuvor wurden die Regimenter ausschließlich nach ihren Inhabern benannt. Bekam ein Regiment einen Inhaber gleichen Namens eines anderen Regiments, so wurde diesem ein „Alt-“, jenem ein „Neu-“ vorangestellt, bei Vakanz ein „vacat-“ vor dem Namen des je letzten Inhabers. Der preußische Heeresreformer Fürst Leopold I. von Anhalt-Dessau führte aber mit seinen „Spezifikationen“ 1729/1737 schon eine erste Stammliste ein, die nach dem Ancienitätsprinzip aufgebaut war. Zur Unterscheidung der neupreußischen Regimenter wird hier die von Hans Bleckwenn genutzte Bezeichnung „No.“ mit arabischer Zahl (neupreußisch „Nr.“) dargestellt. Garnisonstruppen werden mit „römischen No.“ versehen. Zusätzlich wurde der unten stehenden Liste das Gründungsjahr hinzugefügt. So soll eine Vergleichbarkeit erleichtert werden. Diese Nummerierung folgt konsequent den Aufstellungen von Tessin.
Mit Regierungsantritt Friedrich Wilhelms II. 1786 wurde die Unterscheidung in traditionelle „Regimenter zu Fuß“ und nach 1740 neu geworbene „Füsilier-Regimenter“ aufgegeben. Alle wurden nun einheitlich „Infanterieregimenter“ genannt. 1806 erhielten die Infanterieregimenter zusätzlich zum Regimentschefnamen Nummern.

## Feldinfanterie
Die Regimenter führten stets auch Grenadierkompanien, die in Kriegszeiten in Bataillone zusammengefasst wurden. Nur Kontingente der Garnison-Grenadiere blieben auch in Friedenszeiten zusammen.
- Infanterieregiment No. 1 (1655/22)[5]

Regiment zu Fuß. „Kurfürstliches Leibregiment“. Kurfürst (Kommandeure: 1655: Johann von Klingsporn, 1657: Gerhard Bernhard von Pölnitz, 1679: Wolmar von Wrangel, 1684: Hans Adam von Schöning, 1691: Heino Heinrich von Flemming, 1693: Johann Albrecht von Barfus), 1702: Alexander Hermann von Wartensleben, (1709 „Füsiliergarde“), 1723: Caspar Otto von Glasenapp, 1742: Hans Christoph Friedrich von Hacke, 1754: vakant Hacke, 1756: Hans Carl von Winterfeldt, 1758: Johann Siegismund von Lattorff, 1760: Karl Christoph von Zeuner, 1768: Ernst Julius von Koschenbahr, 1776: Christian Friedrich von Bandemer, 1778: Ludwig Gottlob von Kalckreuth, 1778: Hans Ehrentreich von Bornstedt (ab 1786: „Alt-Bornstedt“), 1792: Johann Ernst von Kunheim – Standort: Berlin.
- Infanterieregiment No. 2 (1655/32)

1655: Bogislaw von Schwerin, 1668: Friedrich von Dönhoff, 1696: Otto Magnus von Dönhoff, 1717: Erhard Ernst von Röder, 1743: Samuel von Schlichting, 1750: Hans Wilhelm von Canitz, 1768: Joachim Friedrich von Stutterheim (ab 1778: „Alt-Stutterheim“), 1783: Heinrich Wilhelm von Anhalt, 1786: Viktor Amadeus Henckel von Donnersmarck, 1793: Wilhelm Magnus von Brünneck, 1805: Ernst von Rüchel
- Infanterieregiment No. 3 (1665/3)

Regiment zu Fuß (1665) 1665 Johann von Fargel, 1679 Johann Georg von Anhalt-Dessau, 1693 Leopold von Anhalt-Dessau („Alt-Anhalt“), 1747 Leopold Maximilian von Anhalt-Dessau, 1752 Leopold Friedrich Franz von Anhalt-Dessau, 1758 Henning Alexander von Kahlden, 1759 Franz Adolf von Anhalt-Bernburg-Schaumburg-Hoym, 1784 Heinrich Ernst von Leipziger, 1788 Johann Leopold von Thadden, 1800 Johann Jeremias von Renouard. Standort: Magdeburg, ab 1717 Halle (Saale).
- Infanterieregiment No. 4 (1631/2)[6]

Regiment zu Fuß (1672). 1672 Christian Albrecht von Dohna, 1677 Johann Albrecht von Barfus, 1698 Christoph zu Dohna (Jung-Dohna), 1716 Jakob von Bechefer, 1731 Georg Rudolph von Glaubitz, 1740 Konrad Heinrich von der Groeben, 1744 Samuel von Polentz, 1745 Christoph zu Dohna, 1745 Karl Erhard von Kalnein, 1757 Carl Friedrich von Rautter, 1758 Georg Friedrich von Kleist, 1761 Georg Reinhold von Thadden, 1774 Friedrich von Pelkowsky, 1782 Albrecht Dietrich Gottfried von und zum Egloffstein, 1789 Benjamin von Amaudruz, 1797 Wilhelm Heinrich Adolf von Kalckreuth. Standort: Preußisch Holland und Mühlhausen, ab 1773 Elbing (Ostpreußen).
- Infanterieregiment No. 5 (1707)

Regiment zu Fuß (1655), 1655 Jonas Casimir von Eulenburg, 1667 Bogusław Radziwiłł, 1670 Karl Emil von Brandenburg, 1674 Hans Adam von Schöning, 1707 Georg Abraham von Arnim, 1731 Jakob von Bechefer, 1732 Christoph Heinrich von der Goltz, 1739 Johann von Wedell, 1742 Anselm Christoph von Bonin, 1755 Ferdinand von Braunschweig-Wolfenbüttel („Alt-Braunschweig“), 1766 Friedrich Christoph von Saldern, 1785 Christian August von Lengefeld, 1789 Ludwig Karl von Kalckstein, 1800 Franz Kasimir von Kleist. Standort: Magdeburg.
- Infanterieregiment No. 6 (1675/3)

1675 Kronprinz Friedrich, 1688 Kronprinz Friedrich Wilhelm, ab 1713 König, 1740 Gottfried Emanuel von Einsiedel, 1745 Wolf Friedrich von Retzow, 1760 Friedrich Christoph von Saldern, 1766 Hans Sigismund von Lestwitz, 1779 Friedrich Wilhelm von Rohdich, 1796 Friedrich Adrian Dietrich von Roeder, 1798 Friedrich von Ingersleben, 1801 Karl Ludwig von Le Coq.
- Infanterieregiment No. 7 (1676)

1676 Kurfürstin Dorothea, 1688 Carl Philipp von Brandenburg, 1695 Christian Ludwig von Brandenburg, 1734 Friedrich Casimir von Botzheim, 1737 Carl Wilhelm von Bredow, 1741 August Wilhelm von Braunschweig-Bevern, 1781 Carl Ludwig von Winterfeld, 1784 Wilhelm Heinrich von der Goltz, 1790 Karl Eduard von Tiedemann, 1790 Carl Philipp von Owstin
- Infanterieregiment No. 8 (1698/4)

Regiment zu Fuß (1679). 1679 Johann Anton von Zieten, 1690 Anton Günther von Anhalt-Zerbst, 1714 Christian August von Anhalt-Zerbst, 1747 Hans Otto von Treskow („Alt-Treskow“), 1754 Georg Friedrich von Amstel, 1757 Karl Ferdinand von Hagen genannt „Geist“, 1759 Julius Dietrich von Queis, 1769 Levin Friedrich von Hacke, 1785 Johann Georg Wilhelm von Keller, 1786 Johann Andreas Anton von Scholten, 1791 Franz Otto von Pirch, 1795 Friedrich Leopold von Ruits. Nach der preußischen Heeresreform als Grenadier-Regiment „König Friedrich Wilhelm IV.“ (1. Pommersches) Nr. 2 in die neupreußische Armee übernommen. Standort: Minden (Westfalen).
- Infanterieregiment No. 9 (1646)

1646 Johann Ernst von Pöllnitz, 1684 Heinrich de Briquemault, 1692 Anton Sigismund de Buys, 1694 Otto von Schlabrendorf, 1703 David Adolph von Wulffen, 1704 Rudolf Friedrich von Lattorff, 1713 Etienne du Trossel, 1714 Johann Sigismund von der Heyden, 1719 Jonas Casimir von Auer, 1721 Johannes du Buisson, 1726 Christoph Rudolf von Schliewitz, 1732 Sigismund Rudolf von Waldow, 1735 Otto Friedrich von Leps, 1747 Johann Christian Rölemann Quadt von Wickrath, 1756 Friedrich Ludwig von Kleist, 1758 Jürgen Friedrich von Oldenburg, 1758 Nikolaus von Puttkamer, 1759 Friedrich August von Schenckendorff („Jung-Schenckendorff“), 1763 Karl Friedrich von Wolffersdorff, 1782 Alexander von Budberg, 1792 Wilhelm Dietrich von Manstein, 1796 Christian Ludwig von Winning, 1796 Johann Friedrich von Brehmer, 1802 Johann Friedrich Schenck zu Schweinsberg Standorte: Hamm und Soest (Westfalen)
- Infanterieregiment No. 10 (1683/2)

Regiment zu Fuß (1683). „Regiment Kurland“. 1683 Alexander von Kurland, 1686 Ferdinand (Kettler) von Kurland, 1689 Friedrich von Heiden, 1703 Friedrich von Hessen-Kassel, 1714 Georg von Hessen-Kassel, 1730 Dietrich von Anhalt-Dessau, 1750 Dietrich Erhard von Knobloch, 1757 Gottlob Ernst von Pannewitz, 1759 Friedrich Wilhelm von der Mosel, 1768 Eggert Christian von Petersdorff, 1781 Sylvius Ferdinand von Stwolinsky, 1787 Friedrich Wilhelm Siegmund von der Marwitz, 1788 Friedrich Gisbert Wilhelm von Romberg, 1799 Wilhelm Albrecht von Burghagen, 1799 Ehrenreich Wilhelm Gottlieb von Besser, 1803 Karl Alexander von Wedell. Standorte: ab 1714 Bielefeld und Herford (Westfalen).
- Infanterieregiment No. 11 (1685/2)[7]

1685 Friedrich Ludwig von Holstein-Beck, 1720 Friedrich Wilhelm von Holstein-Beck, 1749 Lorenz Ludwig von Below, 1758 Johann Karl von Rebentisch, 1763 Hans von Tettenborn, 1776 Jakob Rüdiger von Zastrow, 1782 Friedrich Alexander von Rothkirch („Jung-Rothkirch“), 1786 Karl von Voß, 1790 Friedrich Karl Ludwig von Holstein-Beck, 1798 Ernst Siegmund von Schöning, 1807 Prinz Heinrich von Preußen. Traditionsnachfolge Grenadier-Regiment „König Friedrich Wilhelm I.“ (2. Ostpreußisches) Nr. 3
- Infanterieregiment No. 12 (1685/2)

Regiment zu Fuß (1685). 1685 Philipp Wilhelm von Brandenburg-Schwedt, 1712 Friedrich Heinrich von Brandenburg-Schwedt, 1741 Wolf Balthasar von Selchow, 1743 Ludwig von Hessen-Darmstadt, 1757 Friedrich August von Finck, 1763 Johann Jakob von Wunsch, 1788 Franz Casimir von Kleist, 1800 Friedrich Wilhelm Herzog von Braunschweig-Oels. Standort: Lebus, ab 1716 Prenzlau (Brandenburg, Uckermark).
- Infanterieregiment No. 13 (1702/2)

Regiment zu Fuß (1685). 1686 Jacques L’Aumonier, 1715 Anton von Pannewitz, 1722 Alexander von Dönhoff, 1740 Friedrich Sebastian Wunibald Truchsess zu Waldburg, 1745 Samuel von Polentz, 1746 Philipp Bogislav von Schwerin, 1750 August Friedrich von Itzenplitz, 1760 Friedrich Wilhelm von Syburg, 1762 Zar Peter III. von Russland, 1763 Friedrich Wilhelm von Wylich und Lottum, 1774 Heinrich Gottlob von Braun, 1794 Alexander Wilhelm von Arnim. Standort: Soest (Westfalen), ab 1724 Berlin.
- Infanterieregiment No. 14 (1629/1)

Regiment zu Fuß (1687). 1629 Johann Streiff von Lauenstein, 1632 Henning von Goetze, 1634 Adam Valentin von Redern, 1653 Otto Wilhelm von Podewils, 1657 Pierre de la Cave, 1679 Wolfgang Christoph Truchsess von Waldburg, 1688 Johann Georg von Belling, 1689 Wilhelm von Brandt, 1702 Christoph Albrecht von Canitz, (Ab 1708 Formal: Prinz Friedrich Ludwig von Oranien), 1713 Albrecht Konrad Finck von Finckenstein, 1735 Andreas Joachim von Kleist, 1738 Johann von Lehwaldt, 1768 Friedrich von Anhalt, 1777 Johann Christian Wilhelm von Steinwehr, 1782 Viktor Amadeus Henckel von Donnersmarck, 1786 Franz Ludolph Ferdinand von Wildau, 1794 Johann Karl Leopold von Larisch, 1795 Georg Prinz von Hohenlohe-Ingelfingen, 1803 Ehrenreich Wilhelm Gottlieb von Besser. Nach der preußischen Heeresreform als Grenadier-Regiment „König Friedrich der Große“ (3. Ostpreußisches) Nr. 4 in die neupreußische Armee übernommen. Standort: Pillau, ab 1719 Bartenstein, Friedland und Schippenbeil (Ostpreußen).
- Infanterieregiment No. 15 (1688/3)

1688 Philipp Karl von Wylich und Lottum, 1719 Friedrich Wilhelm von Koenen, 1720 Christoph Heinrich von der Goltz, 1732 Kronprinz Friedrich von Preußen, 1740 König Friedrich II. von Preußen, 1786 Franz Georg Gneomar von Kunitzky, 1793 Friedrich von Ingersleben, 1798 Karl Friedrich von Hirschfeld. Nach der preußischen Heeresreform als 1. Garde-Regiment zu Fuß in die neupreußische Armee übernommen. Standort: Wesel (Hzm. Kleve), ab 1733 Neuruppin und Nauen (Brandenburg, Mittelmark).
- Infanterieregiment No. 16 (1689/4)

Regiment zu Fuß (1689). 1689 Alexander zu Dohna (Alt-Dohna), 1728 Adam Christoph von Flanß, 1748 Christoph zu Dohna, 1762 Friedrich Wilhelm von Syburg, 1771 Christian Ernst Wilhelm Benedikt von Borcke, 1776 Ludwig von Buddenbrock, 1782 Karl Adolf Schott von Schottenstein, 1785 Johann Friedrich Wilhelm Moritz von Romberg, 1789 Ernst Heinrich von Gillern, 1792 Friedrich Wilhelm Heinrich von Hausen, 1799 Friedrich Otto von Diericke. Nach der preußischen Heeresreform als Grenadier-Regiment „König Friedrich I.“ (4. Ostpreußisches) Nr. 5 in die neupreußische Armee übernommen. Standort: ab 1721 Königsberg, ab 1796 Braunsberg, Mühlhausen und Preußisch Holland (Ostpreußen).
- Infanterieregiment No. 17 (1695)

Regiment zu Fuß (1695). 1693 Baltzer Friedrich von Sydow, 1703 Friedrich Wilhelm von Grumbkow, 1739 Ernst August de la Chevallerie von la Motte, 1748 Adam Friedrich von Jeetze, 1756 Gerd Heinrich von Manteuffel, 1764 Karl Gustav von Rosen, 1772 Konstantin von Billerbeck, 1786 Heinrich Gottlieb von Könitz („Jung-Könitz“), 1786 Wilhelm Magnus von Brünneck, 1793 Karl Albrecht Friedrich von Raumer, 1795 Karl Friedrich von Langen, 1802 Carl Peter von Tresckow. Standorte: Köslin und Rügenwalde (Hinterpommern).
- Infanterieregiment No. 18 (1698)

Regiment zu Fuß (1703). 1698 Anton von Pannewitz, 1703 Daniel von Tettau, 1709 David Gottlob von Gersdorf, 1731 Georg Volrath von Kröcher, 1738 Christian Reinhold von Derschau, 1742 Prinz von Preußen, 1758 Prinz von Preußen (durch Übergang des Namens und Titels „Prinz von Preußen“ auf den Sohn), 1786 König Friedrich Wilhelm II. von Preußen, 1790 Kronprinz Friedrich Wilhelm von Preußen, 1797 König Friedrich Wilhelm III. von Preußen. Bezeichnung: „Weißes Grenadierbataillon“. Standort: Berlin, ab 1716 Bernau bei Berlin, Strausberg und Köpenick, ab 1763 Potsdam.
- Infanterieregiment No. 19 (1702/1)

Regiment zu Fuß (1702). 1702 Albrecht Friedrich von Brandenburg-Schwedt, 1731 Carl Friedrich Albrecht von Brandenburg-Schwedt, 1763 Hans von Tettenborn, 1763 Friedrich August von Braunschweig-Wolfenbüttel-Oels, 1794 Karl Ludwig Bogislav von Goetze, 1806 Wilhelm Friedrich von Oranien-Nassau. Standort: Königsberg in der Neumark, ab 1737 Berlin-Friedrichstadt.
- Infanterieregiment No. 20 (1704/5)

Regiment zu Fuß (1689). 1689: Karl von Schomberg, 1698 Johann Heinrich von Börstel, 1711: Ulrich Christoph von Stille, 1728: Wilhelm Chenu de Chalsac l’Aujardiere, 1732: David Jürgen von Graevenitz, 1741: Johann August von Voigt, 1742: Hans Kaspar von Herzberg, 1746: Franz Andreas von Borcke, 1756: Bernhard Asmus von Zastrow, 1757: August Gottlieb von Bornstedt, 1759: Otto Ludwig von Stutterheim („Jung-Stutterheim“), 1778: Ludwig Karl von Kalckstein, 1784: Matthias Wilhelm von Below, 1786: Dietrich Eugen Philipp von Bornstedt („Jung-Bornstedt“), 1793: Ludwig von Baden, 1795: Louis Ferdinand von Preußen. Standort: Magdeburg.
- Infanterieregiment No. 21 (1713/2)

Regiment zu Fuß (1713). 1713: Ernst Wladislaus von Dönhoff, 1724: Heinrich Karl von der Marwitz, 1744: Asmus Ehrenreich von Bredow, 1756: Johann Dietrich von Hülsen, 1767: Carl Magnus von Schwerin, 1773: Carl Wilhelm Ferdinand von Braunschweig. Standorte: Halberstadt und Quedlinburg (später Provinz Sachsen).
- Infanterieregiment No. 22 (1713/3)

Regiment zu Fuß (1713). 1713: Adrian Bernhard von Borcke, 1741: Moritz von Anhalt-Dessau, 1760: Balthasar Rudolf von Schenckendorff (bis 1763: „Alt-Schenckendorff“), 1768: Karl Christoph von Plötz, 1777: Friedrich Karl von Schlieben, 1791: Karl Friedrich von Klinckowström, 1795: Franz Otto von Pirch. Standort: Stettin, ab 1746 Stargard in Pommern.
- Infanterieregiment No. 23 (1713/4)

Regiment zu Fuß (1713). 1713 Paul Anton von Kameke, 1716 Johann Quirin von Forcade de Biaix, 1729 Egidius Ehrentreich von Sydow, 1743 Alexander Ernst von Blanckensee, 1745 Christoph zu Dohna, 1748 Friedrich Wilhelm Quirin von Forcade, 1765 Christian Ernst von Puttkamer, 1766 Christoph Friedrich von Rentzell, 1778 August Wilhelm von Thüna, 1786 Stephan von Lichnowski, 1796 Christian Ludwig von Winning. Standort: Berlin (Königsvorstadt und Spandauer Vorstadt).
- Infanterieregiment No. 24 (1713/5)

Regiment zu Fuß (1715). 1715 Johann Sigmund von Schwendy, 1723 Curt Christoph von Schwerin, 1757 Karl Christoph von der Goltz, 1761 vakant Goltz, 1763 Bernhard Alexander von Düringshofen, 1776 Leopold von Braunschweig-Wolfenbüttel, 1785 Gottlieb Ludwig von Beville, 1791 Karl Ludwig von Frankenberg, 1795 Johann Ludwig von Grünberg, 1799 August Wilhelm Hartmann von Zenge Standort: Frankfurt (Oder) (Brandenburg, Mittelmark).
- Infanterieregiment No. 25 (1677/3)

Regiment zu Fuß (1715). 1715 Otto von Schlabrendorf, 1718 Johann Christoph von Wylich und Lottum, 1727 Martin von Thile, 1728 Friedrich August Rutowski, 1729 Christoph Wilhelm von Kalckstein, 1760 Friedrich Ehrenreich von Ramin, 1782 Wichard Joachim Heinrich von Möllendorff. Standort: Berlin-Friedrichstadt.
- Infanterieregiment No. 26 (1678/2)

Regiment zu Fuß (1715). 1714 Kurt Hildebrand von Loeben, 1730 Henning Alexander von Kleist, 1749 Dietrich Reichard von Meyerinck, 1758 Carl Heinrich von Wedel, 1760 Christian Bogislaw von Linden, 1764 Anton Abraham von Steinkeller, 1778 Hans Christoph von Woldeck (ab 1782: „Alt-Woldeck“), 1789 Philipp Adolph von Schwerin, 1795 Johann Karl Leopold von Larisch (Alt-Larisch). Standort: Berlin.
- Infanterieregiment No. 27 (1715)

1715 Leopold Maximilian von Anhalt-Dessau, 1747 Franz Ulrich von Kleist, 1757 Moritz Wilhelm von der Asseburg, 1759 Daniel Georg von Lindstedt, 1764 Peter Heinrich von Stojentin, 1776 Alexander Friedrich von Knobelsdorff, 1800 Alexander von Tschammer.
- Infanterieregiment No. 28 (1723/1)

Regiment zu Fuß (1723). 1723 Konrad Heinrich von der Mosel, 1733 Friedrich Ludwig zu Dohna, 1742 Heinrich Carl Ludwig Herault de Hautcharmoy, 1758 Lorenz Ernst von Münchow, 1758 Friedrich von Kreytzen, 1759 Friedrich Ehrenreich von Ramin, 1760 Friedrich Wilhelm von Thile, 1770 Michael Konstantin von Zaremba, 1786 Ludwig Karl von Kalckstein, 1789 August von Genzkow, 1792 Friedrich Leopold von Ruits, 1795 Carl Friedrich von Klinckowström, 1799 Johann von Malschitzky.
- Infanterieregiment No. 29 (1723/2)

Regiment zu Fuß (1723). Als Füsilierregiment aufgestellt, später in Musketiere umgewandelt. Standort: Wesel (Westfalen), ab 1742 Breslau (Schlesien). 1723 Hans Christoph von Bardeleben, 1736 Georg Heinrich von Borcke (Jung-Borcke), 1747 Kaspar Ernst von Schultze, 1758 Carl Heinrich von Wedel, 1758 Karl Gottfried von Knobloch, 1764 Johann Ferdinand von Stechow, 1778 Heinrich Ludwig von Flemming, 1782 Balthasar Ludwig Christian von Wendessen, 1798 Wilhelm Karl von Treuenfels.
- Infanterieregiment No. 30 (1717/3)

Regiment zu Fuß (1728). 1728 Martin von Thile, 1733 Joachim Christoph von Jeetze, 1752 Christian Gottfried von Uchtländer, 1755 Bernd Siegmund von Blankensee, 1756 Hans Samuel von Pritz, 1757 Ernst Ludwig von Kannacher, 1759 Joachim Friedrich von Stutterheim („Alt-Stutterheim“), 1768 Karl Franz von Sobeck, 1778 Philipp Wolfgang Teuffel von Birkensee, 1782 Georg August von Schönfeld, 1792 Georg Friedrich von Wegnern, 1793 Ernst Friedrich Wilhelm von Rüchel, 1798 Friedrich Adrian von Borcke. Als Füsilierregiment aufgestellt. Standort: Anklam (Vorpommern).
- Infanterieregiment No. 31 (1729)

Regiment zu Fuß (1729). 1729 Friedrich Wilhelm von Dossow, 1743 Friedrich Wilhelm von Varenne, 1744 Philipp Bogislav von Schwerin, 1746 Johann Georg von Lestwitz, 1763 Friedrich Bogislav von Tauentzien, 1791 Philipp Ernst von Borcke, 1792 Philipp Friedrich Lebrecht von Lattorff, 1800 Bernhard Vollrad von Oldenburg, 1805 Heinrich von Kropff. Standort: Wesel (Westfalen), ab 1743 Breslau (Schlesien).
- Infanterieregiment No. 32 (1718/2)

Regiment zu Fuß (1743). 1743 Friedrich Julius von Schwerin (Jung Schwerin), 1747 Joachim Christian von Tresckow, 1763 Johann Georg von Lestwitz, 1767 vakant Lestwitz, 1770 Hans Christoph von Rothkirch (ab 1782: „Alt-Rothkirch“), 1786 Friedrich Ludwig zu Hohenlohe-Ingelfingen. Standort: Neisse (Schlesien).
- Infanterieregiment No. 33 (1736/2)

Regiment zu Fuß (1740). 1740 Andreas Johann Persode de Dommangeville, 1743 Samuel von Schlichting, 1743 Asmus Ehrenreich von Bredow, 1744 Heinrich August de la Motte Fouqué, 1774 Georg Reinhold von Thadden, 1784 Friedrich Wilhelm von Götzen, 1786 Julius Rudolph von Klingsporn, 1794 Theodor Philipp von Pfau, 1794 Franz Andreas von Favrat, 1804 August Ludwig von Schierstedt, 1804 Ludolf August Friedrich von Alvensleben. Als Füsilierregiment aufgestellt. Standort: Glatz (Schlesien).
- Infanterieregiment No. 34 (1740/4)

Regiment zu Fuß (1740). 1740 August Ferdinand von Preußen. Standort: Neuruppin (Brandenburg, Mittelmark).
- Infanterieregiment No. 35 (1740/5)

Regiment zu Fuß (1740). 1740 Heinrich Ludwig von Preußen, 1802 vakant Prinz Heinrich.
- Infanterieregiment No. 36 (1740/6)

Füsilierregiment (1740). 1740 Gustav Bogislav von Münchow, 1766 Henning Alexander von Kleist, 1780 Peter Christoph von Zitzewitz, 1785 Wilhelm Magnus von Brünneck, 1786 Karl Albrecht Friedrich von Raumer, 1793 Georg Henning von Puttkamer. Standort: Brandenburg an der Havel.
- Infanterieregiment No. 37 (1740/7)

Füsilierregiment (1740). 1740 Paul Heinrich Tilio de Camas, 1741 Peter Ludwig du Moulin, 1755 Heinrich Adolf von Kurssel, 1758 August Wilhelm von Braun, 1770 Johann Georg Wilhelm von Keller, 1785 Adam Heinrich von Wolfframsdorff, 1794 Johann Eberhard Rudolf Hiller von Gaertringen, 1799 Johann Friedrich Gustav von Stockhausen, 1804 Karl Gottlieb von Tschepe. Standort: Glogau (Schlesien), ab 1795 Fraustadt und Lissa („Südpreußen“).
- Infanterieregiment No. 38 (1740/8)

Füsilierregiment (1740). 1740 Wilhelm Alexander von Dohna-Schlodien, 1749 Johann Christian von Brandeis, 1758 Carl Anton Leopold von Zastrow, 1766 Friedrich Gotthelf von Falkenhayn, 1781 Heinrich Wilhelm von Anhalt, 1783 Eberhard von Hager, 1790 August Wilhelm von Vietinghoff, 1796 Christian August von der Marwitz, 1800 Carl von Pelchrzim. Standort: Breslau, ab 1782 Frankenstein, ab 1796 Neisse (Schlesien).
- Infanterieregiment No. 39 (1740/9)

Füsilierregiment (1740). 1740 Ferdinand von Braunschweig, 1744 Albrecht von Braunschweig-Wolfenbüttel, 1745 Friedrich Franz von Braunschweig-Wolfenbüttel, 1758 vakant Braunschweig, 1763 Wilhelm Adolf von Braunschweig-Wolfenbüttel, 1771 Wichard Joachim Heinrich von Möllendorff, 1783 Christian Ludwig von Kenitz, 1793 Daniel Ludwig von Crousaz, 1800 Wilhelm von Zastrow. Standort: Königsberg in der Neumark, ab 1795 Posen („Südpreußen“).
- Infanterieregiment No. 40 (1740/10)

Füsilierregiment (1740). 1740 Wilhelm Heinrich von Sachsen-Eisenach, 1741 David Jürgen von Graevenitz, 1743 Georg Christoph von Kreytzen, 1750 Johann Friedrich von Kreytzen, 1759 Georg Carl Gottlob von der Gablenz, 1777 Friedrich August von Erlach, 1791 Carl Ludwig von Pfuel, 1794 Friedrich Wilhelm von Steinwehr, 1805 Dietrich Leberecht von Schimonsky. Standort: Breslau, ab 1763 Schweidnitz (Schlesien).
- Infanterieregiment No. 41 (1741/7)

Füsilierregiment (1741). 1741 August Wilhelm Herzog von Braunschweig-Bevern, 1741 Johann Volprecht Riedesel zu Eisenbach, 1746 Franz Karl Ludwig von Wied zu Neuwied, 1765 Matthias Ludwig von Lossow, 1782 Alexander Friedrich von Woldeck (ab 1786: „Jung-Woldeck“), 1792 Karl Friedrich Gottlieb von Schladen, 1804 Karl Ernst Ludwig von Lettow. Zuvor württembergisches Regiment „Erbprinz“. Standort: Wesel, ab 1755 Minden (Westfalen), Grenadiere stets in Magdeburg.
- Infanterieregiment No. 42 (1741/8)

Füsilierregiment (1741). 1741: Friedrich Heinrich von Brandenburg-Schwedt, 1789: Nikolaus Reinhard von Hanenfeldt, 1794: Kaspar Sigismund von Lüttwitz, 1796: Franz Heinrich Christian von Ploetz. Standort: Frankenstein (Schlesien), ab 1796 in Warschau („Südpreußen“).
- Infanterieregiment No. 43 (1741/9)

Füsilierregiment (1741). 1741: Maximilian von Rampusch, 1743: Philipp Ernst von Bardeleben, 1744: Joachim Ernst von Zimmernow, 1744: Christian Ludwig von Kalsow, 1757: Samuel Adolph von Kalckreuth, 1758: Joachim Leopold von Bredow, 1760: Christian Wilhelm von Zieten, 1767: Döring Wilhelm von Krockow, 1773: Carl Magnus von Schwerin, 1776: Leopold Ludwig von Anhalt, 1795: Leopold Alexander von Wartensleben, 1803: Ludwig von Strachwitz. Standort: Schweidnitz, ab 1763 in Liegnitz (Schlesien).
- Infanterieregiment No. 44 (1742/1)

Füsilierregiment (1742). 1742: Friedrich Ludwig zu Dohna, 1749: Martin Eberhard von Jungkenn Müntzer von Mohrenstamm, 1759: Rudolph August von Hoffmann, 1760: Johann von Grant, 1764: Hans Christian von Brietzke, 1779: Friedrich Wilhelm Ernst von Gaudi, 1789: Franz Otto von Pirch, 1791: August von Dohna-Lauck, 1793: Franz Georg Gneomar von Kunitzky, 1799: Ludwig von Strachwitz, 1803: Christian Alexander von Hagken. Standort: Wesel (Westfalen).
- Infanterieregiment No. 45 (1743/4)

Füsilierregiment (1743). 1743: Friedrich Wilhelm von Dossow, 1757: Friedrich II. von Hessen-Kassel, 1786: Johann Ludwig von Eckartsberg, 1792: Friedrich August von Graevenitz, 1795: Karl Philipp von Unruh, 1805: Johann Christian von Zweiffel. Standort: Wesel (Westfalen), ab 1792 in Bayreuth (Fsm. Brandenburg-Bayreuth), heute Bayern.
- Infanterieregiment No. 46 (1743/5) trägt den Namen Carl Eugen von Württemberg bis 1757

Füsilierregiment (1743). 1743: Ernst Ludwig von Goetze, 1745: Friedrich Christoph Christian von Rindtorf, 1746: Friedrich Leopold von Schwerin, 1750: Christian Ludwig von Pfuel, 1756: Emanuel von Schöning, 1757: Johann Albrecht von Bülow, 1776: Heinrich Wilhelm von Lettow, 1779: Ernst Ludwig von Pfuhl, 1794: Alexander Heinrich von Thile. Standort: Deutsch-Rixdorf und Berlin, Köpenicker Vorstadt, ab 1796 in Warschau („Südpreußen“).
- Infanterieregiment No. 47 (1743/6)

Füsilierregiment (1743). 1743: Georg Wilhelm von Hessen-Darmstadt, 1747: Karl Friedrich von Derschau, 1752: Leopold Friedrich Ludwig von Wietersheim, 1756: Kaspar Friedrich von Rohr, 1758: Christoph Heinrich von Grabow, 1764: Johann Adolph von Nassau-Usingen, 1778: Wenzeslaus Christoph von Lehwaldt, 1788: Friedrich Wilhelm von Wangenheim, 1790: Karl von Hertzberg, 1797: Julius August von Grawert. Standort: Burg (Hzm. Magdeburg), ab 1789 in Glatz (Schlesien).
- Infanterieregiment No. 48 (1743/7)

(Garnison) 1743 Alexander von Beaufort, 1743 Joachim Wocislaus von Wobeser, 1746 Johann Leonhard von Wutgenau, 1755, vakant, Kommandeur: Friedrich Wilhelm von Salmuth genannt Beringer
Füsilierregiment (1755). 1756 Friedrich von Hessen-Kassel, 1757 Friedrich Wilhelm von Salmuth genannt Beringer, 1763 Karl Friedrich von Beckwith, 1766 Martin Ludwig von Eichmann, 1791 Martin Ernst von Schlieffen, 1792 Georg Boguslav von Koethen, 1797 Wilhelm von Hessen-Kassel. Standort: Wesel (Westfalen).
- Infanterieregiment No. 49 (1741/2)

Füsilierregiment (1742). 1742 Gerhard Cornelius von Walrave, 1748 Philipp Loth von Seers, 1758 Christian Friedrich von Diericke, 1770 Karl August von Schwartz, 1788 Otto Heinrich Friedrich von Borch, 1794 Friedrich Wilhelm von Schönfeld, 1800 Friedrich Wilhelm von Müffling. Standort: Neisse (Schlesien).
- S 50 – S 59 (1756 bis z. T. 1763): ehemals kursächsische Regimenter
- Infanterieregiment No. 50 (1772/1)

Bataillon zu Fuß (1773). 1773 Franz Ludwig von Rossieres, 1778 Karl Ludwig von Troschke, 1794 Georg von Steensen, 1799 Karl Wilhelm von Sanitz. Standort: Silberberg, ab 1800 Frankenstein (Schlesien).
- Infanterieregiment No. 51 1742/2

Füsilierregiment (1773). 1773 Otto Heinrich von Laxdehnen, 1773 Döring Wilhelm von Krockow, 1789 Ernst Friedrich Carl von Hanstein, 1803 Friedrich August von Kauffberg. Standort: Marienburg (Ostpreußen), ab 1794 Danzig (Westpreußen).
- Infanterieregiment No. 52 1772/3

Füsilierregiment (1773). 1772 Christian August von Lengefeld, 1785 Wilhelm von Schwerin, 1795 Franz Joachim von Reinhart, 1807 Carl Friedrich von Hamberger. Nach der preußischen Heeresreform als Grenadier-Regiment „Graf Kleist Nollendorf“ (1. Westpreußisches) Nr. 6 in die neupreußische Armee übernommen. Standort: Preußisch Holland, ab 1800 Rastenburg (Ostpreußen).
- Infanterieregiment No. 53 1772/4

Füsilierregiment (1773). 1773 Kaspar Fabian Gottlieb von Luck, 1780 Wilhelm Heinrich von der Goltz, 1784 Wilhelm von Schwerin, 1785 Karl Albrecht Friedrich von Raumer, 1786 Franz Andreas von Favrat, 1794 Albert von Anhalt, 1800 Wilhelm Christian von Larisch. Standort: Braunsberg (Ostpreußen), ab 1795 Thorn („Südpreußen“).
- Infanterieregiment No. 54 1772/5

Füsilierregiment (1773). 1773 Albrecht Ehrentreich von Rohr, 1783 Karl Kuno Ludwig von Klitzing, 1786 Bogislav Ernst von Bonin, 1794 Christoph Friedrich von Mosch, 1799 Hans Christoph von Natzmer. Standort: Graudenz (Westpreußen).
- Infanterieregiment No. 55 1773/2

Füsilierregiment (1774). 1774 Adolph von Hessen-Philippsthal, 1780 Georg Ewald von Blumenthal, 1784 Melchior Sylvius von Koschenbahr, 1790 Karl Eduard von Tiedemann, 1792 Albert Christian Heinrich von Brühl, 1792: Friedrich Christian Karl von Holwede, 1796: Hermann Johann Ernst von Manstein. Standort: Preußisch Stargard (Westpreußen), ab 1796 in Bromberg und Gnesen („Südpreußen“).
- Infanterieregiment No. 56, (1794).

1794: Christoph Ludwig Rudolph von Reitzenstein, 1796 Friedrich Gottlieb von Laurens, 1804 Bogislav Friedrich Emanuel von Tauentzien. Standort: Ansbach (Fsm. Brandenburg-Ansbach, heute Bayern).
- Infanterieregiment No. 57, (1795/2).

1795: Friedrich August von Graevenitz. Standort: Glogau (Schlesien).
- Infanterieregiment No. 58, (1797/1)

1797: Wilhelm René de l’Homme de Courbière. Nach der preußischen Heeresreform als Grenadier-Regiment „König Wilhelm I.“ (2. Westpreußisches) Nr. 7 in die neupreußische Armee übernommen. Standort: Wartenstein (Hinterpommern).
- Infanterieregiment No. 59, (1803/2).

1803: Leopold Alexander von Wartensleben. Standort: Erfurt.
- Infanterieregiment No. 60, (1802/2).

1802: Christian Wilhelm von Chlebowsky. Nach der preußischen Heeresreform als Grenadier-Regiment „König Friedrich Wilhelm II.“ (1. Schlesisches) Nr. 10 in die neupreußische Armee übernommen. Standort: Warschau („Südpreußen“).

## Garnisonregimenter
In den ersten Jahrzehnten des 18. Jahrhunderts Bataillone für die Garnison aufgestellt. Ursprünglich nur funktionsmäßig von den Feldregimentern abgegrenzt, wurden die Garnisonregimenter Verbände für Soldaten geringer Größe und Strafversetzte. Auch Offiziere waren strafversetzt, zusammen mit Halbinvaliden und Bürgerlichen.
Die Verbände wurden dabei durchgängig nummeriert, unabhängig davon, ob sie tatsächlich Regimentsstärke aufwiesen (d. h., aus zwei oder mehr Bataillonen bestanden) oder nur ein einziges Bataillon umfassten.
- Garnisonregiment No. I

1714 Jacques de Brion, 1724 Ludwig von l’Hospital, 1755 Christoph Georg von Luck, 1757 Werner Friedrich von Puttkamer (seit 1766 „Alt-Puttkamer“), 1772 Friedrich Sylvius von Hallmann, 1786 Karl Ernst von Bose - † 1787/88
- Garnisonregiment No. II

1717 Georg Boguslav von Wobeser, 1723 Kaspar Dietlof von Winterfeld, 1725 Peter von Seers, 1727 Jean de Natalis, 1742 Georg Werner von der Schulenburg, 1743 Christoph Ernst von Roeder, 1754 Hans Siegmund von Sydow (1759–1763 „Alt-Sydow“), 1773 Georg Wolf von Tümpling, 1777 George Lorenz von Pirch - † 1787/88
- Garnisonregiment No. III

1718 Siegmund von Sack, 1740 Georg Rudolph von Glaubitz, 1740 Vorath Hellermann (ab 1743 von Hellermann), 1756 Georg Arnold von Grolman, 1763 August Friedrich Marschall von Bieberstein, 1767 Ernst Friedrich von der Heyden, 1772 Freiherr Detlef von Vietinghoff - † 1787/88 → Kolberg
- Garnisonregiment No. IV

1736 Caspar Joachim von Wachholtz, 1737 Peter d’Arbaud, 1739 Andreas Johann Persode de Dommangeville, 1740 Adam von Weyherr, 1744 vakant Weyherr, 1746 Johann Heinrich von Grape, 1759 Martin Eberhard von Jungkenn gen. Müntzer von Mohrenstamm, 1760 Ewald Georg von Lettow, 1763 Friedrich Franz Ernst von Plotho, 1766 Franz Thuro von Großkreutz, 1769 Ludwig von Gohr, 1772 Peter Georg von Puttkamer, 1775 Heinrich Ludwig von Gotter, 1782 Valentin Friedrich von Rüchel, 1784 Otto Kasimir von Hüllessem - † 1787/88
- Garnisonregiment No. V

1741 Christoph Friedrich von Thümen, 1743 Friedrich Julius von Mützschefall, 1759 Gustav Adolph von Sydow („Jung-Sydow“), 1763 Christian Friedrich von Berner, 1770 Johann Benjamin von Hasslocher, 1771 Adam Friedrich von Arnstedt, 1778 Paul von Natalis - † 1787/88
- Garnisonregiment No. VI (Cosel)

1740 Kaspar Heinrich von Stechow, 1743 Heinrich von Saldern, 1745 Johann Georg von Lehmann, 1750 Heinrich Günther Gottfried von Bosse, 1752 Christoph Friedrich von Lattorf, 1762 Gerhard Alexander von Saß - † 1787/88
- Garnisonregiment No. VII

1741 Carl Wilhelm von Bredow, 1746 Hans Christoph von Jeetze, 1754 Christian Henning von Lange, 1760 Joachim Christian Friedrich von Itzenplitz, 1766 Christoph Friedrich von Rentzell, 1766 Christian Ernst von Puttkamer („Jung-Puttkamer“), 1771 Georg Lorenz von Kowalski - † 1787/88
- Garnisonregiment No. VIII

1741 Karl von der Recke, 1745 Rudolf Kurt Leberecht von Loeben, 1746 Kaspar Friedrich von Knobelsdorff, 1748 Georg Ernst von Nettelhorst, 1757 Freiherr Friedrich Wilhelm Quadt zu Wickrath, 1763 Franciscus de Le Noble, 1772 Karl Benedikt von Bremer, 1778 Sigismund August von Berrenhauer, 1782 Ulrich von Heyking - † 1787/88
- Garnisonregiment No. IX

1743 Georg Volrath von Kröcher, 1748 Ernst August de la Chevallerie von la Motte, 1759 Bernd Eckard von Bonin, 1763 Konstantin Nathanael von Salenmon - † 1787/88 → Stationiert in Geldern ab 1778 Wesel
- Garnisonregiment No. X

1742 Georg Ewald von Puttkamer, 1744 Arnold Goswin von Rittberg, 1747 Busso Christian von Blanckensee, 1765 Christoph Ludwig von der Mülbe, 1780 Heinrich Gottlieb von Könitz, 1786 Karl Albrecht Friedrich von Raumer, 1786 Friedrich von Oven - † 1787/88
- Garnisonregiment No. XI

1744 Georg Ewald von Puttkamer, 1748 Franz Christoph von Manteuffel, 1760 Henning Christian von Mellin, 1769 Carl Ludwig von Ingersleben, 1782 Sigismund August von Berrenhauer - † 1787/88
- Garnisonregiment No. XII

1748 Ernst Georg von Kalckreuth, 1763 Wilhelm René de l’Homme de Courbière, 1787 Philipp Lambert de Bauvrye - † 1787/88
- Neues Garnisonregiment – eigentlich Invalidenverband

1748 – ohne Regimentschef - † 1763

## Stehende Grenadier-Bataillone
Grenadier-Bataillone waren kombinierte Verbände aus Grenadierkompanien der Garnison-, aber auch Feldregimenter, die in Friedenszeiten zusammenblieben.
- I. Stehendes Grenadier-Bataillon

1742: I. „Stehendes“ Grenadier-Bataillon: bestand aus Grenadieren von No. III, No. IV, No. VII (nicht 1756–1763 und 1778/79) und Neues Garnisonregiment. Heinrich Wilhelm von Byla, 1749 Henning Alexander von Kahlden, 1758 Friedrich Just von Wangenheim, 1758 Wilhelm Ernst von Buddenbrock, 1759 Georg Karl von Carlowitz, 1771 Hans Ernst Otto Christian von Rohr, 1778 Johann Heinrich von Oldenburg, 1779 Johann Andreas Anton von Scholten, 1786 Konstantin Johann von Budritzki, 1787 Friedrich Adrian von Borcke - † 1787/88.
- II. Stehendes Grenadier-Bataillon

1744 (de facto), formal 1748: II. „Stehendes“ Grenadier-Bataillon: bestand aus Grenadieren von No. 45, No. IX (1756–1760) bzw. No. XIII (1760–1763). 1748 Rudolf August von Ingersleben, 1757 Kaspar Rudolph von Unruh, 1760 Kriegsgefangenschaft, 1763 Carl Ludwig von Ingersleben, 1765 Joachim Adam von Voß, 1771 Wilhelm Ludwig von Meusel - † 1787 an No. 48.
- III. Stehendes Grenadier-Bataillon

1746 (de facto), formal 1753: IV. „Stehendes“ Grenadier-Bataillon: bestand aus Grenadieren von No. 41 und No. 44. 1748 Eberhard von Gemmingen, 1757 Johann Friedrich von Benkendorf, 1765 Christoph Siegmund von Wallenrodt, 1775 Friedrich Gisbert Wilhelm von Romberg, 1780 Johann Wilhelm Leopold von Borcke, 1784 Johann Heinrich von Drost - † 1787
- IV. Stehendes Grenadier-Bataillon ab 1753 „Königsbergsches Grenadier-Bataillon“

1746 (de facto), formal 1753: IV. „Stehendes“ Grenadier-Bataillon: bestand aus Grenadieren von No. I, No. II (1757–1760 nicht im Bataillon) bzw. No. XI. 1751 Ludolf August von Katte, 1753 Heinrich Sigismund von der Heyde, 1760 Matthias Ludwig von Lossow, 1765 Joachim Friedrich von der Hardt, 1779 Friedrich Wilhelm von Hacke, 1780, Julius Rudolph von Klingsporn, 1785 Friedrich Karl Ludwig von Holstein-Beck - † 1789
- V. Stehendes Grenadier-Bataillon

1753: V. „Stehendes“ Grenadier-Bataillon: bestand aus Grenadieren von No. V, No. X. 1753 Leopold von Rath, 1760 Hans Siegismund von Koschenbahr, 1776 Carl Elias Adolph von Hachenberg, 1776 Georg Ludwig von Lentzke, 1780 Johann Karl Leopold von Larisch - † 1788
- VI. Stehendes Grenadier-Bataillon

1753: VI. „Stehendes“ Grenadier-Bataillon: bestand aus Grenadieren von No. VI, No. VIII. 1753 Johann Ernst von Plötz, 1757 Hans Leberecht Ehrentreich von Rohr, 1759 Karl Leberecht von dem Bussche, 1764 Friedrich Ernst von Zabeltitz, 1773 Ernst Heinrich von Gillern - † 1789
- VII. Stehendes Grenadier-Bataillon

1775: VII. „Stehendes“ Grenadier-Bataillon: bestand aus zwei Grenadier-Kompanien des IV. Stehendes Grenadier-Bataillons (vom Garnisons-Regiment No. II) und Neugeworbenen, 1775 Nikolaus Albrecht von Baehr - † 1788

## Leichte Infanterie oder Freiregimenter
Im Jahr 1786 wurde von König Friedrich II. drei Regimenter von jeweils zehn Kompanien geschaffen. Das Konzept wurde aber bereits im Jahr darauf zu Gunsten der Füsilier-Bataillone aufgegeben.
- Leichtes Infanterie-Regiment „Chaumontet“ (Emanuel Franz Anton Eugen von Chaumontet)
- Leichtes Infanterie-Regiment „Arnauld de la Perière“ (Johann Gabriel Arnauld de la Perière)
- Leichtes Infanterie-Regiment „Müller von Andolfingen“, auch „Schweizerregiment“ (Johann Rudolph Müller von Andolfingen)

## Füsilier-Bataillone

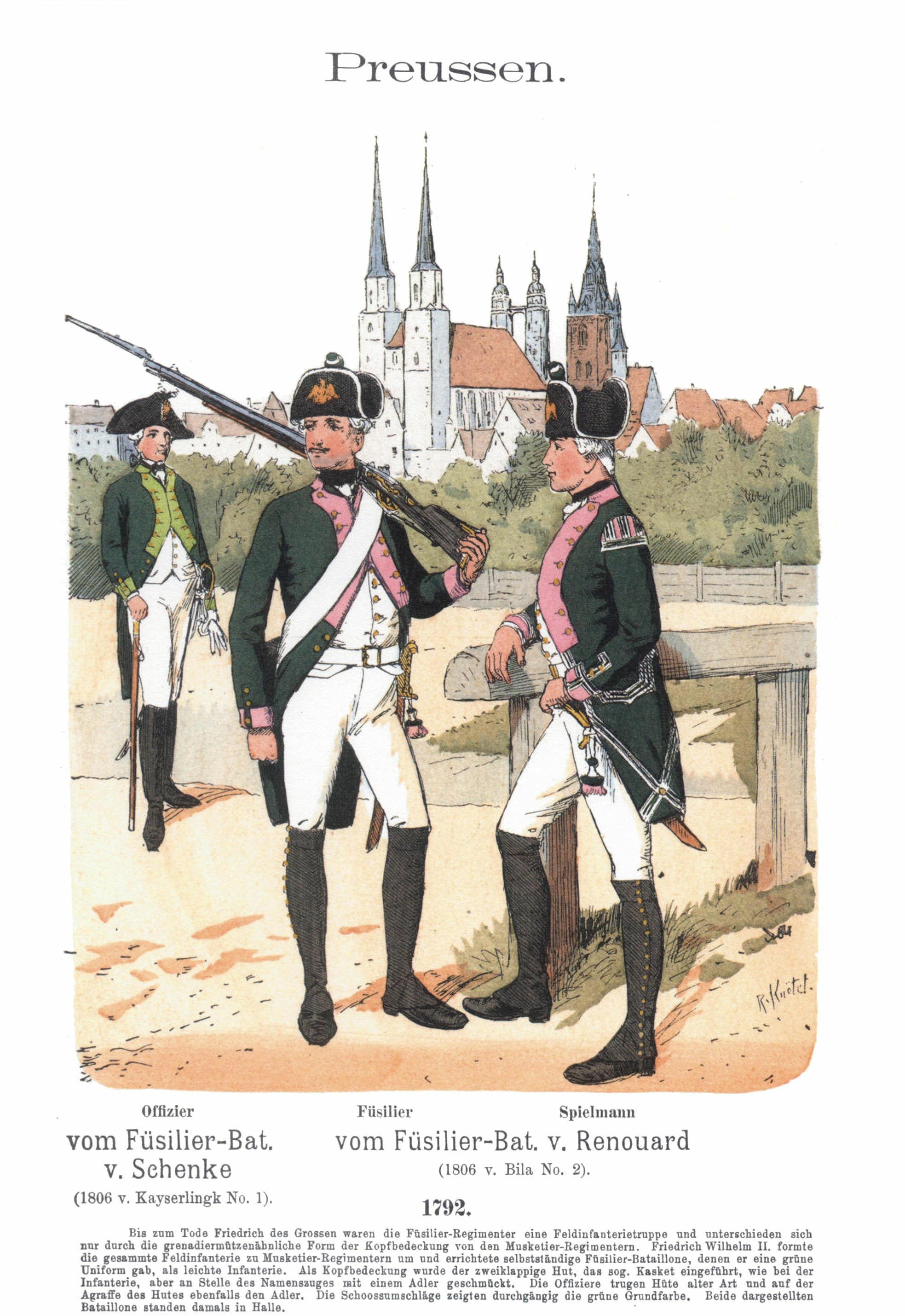
Uniform und Ausrüstung der Füsilier-Bataillone „Schencke“ und „Renouard“ von 1792

Mit der Auflösung der stehenden Grenadier-Bataillone wurden 1787/88 die Füsilier-Bataillone geschaffen.
- Füsilier-Bataillon Nr. 1

1787 Friedrich Karl von Langelair, 1789 Friedrich Adolf von Schencke, 1793 Karl Alexander von Wedel, 1800 Karl Gottfried von Carlowitz, 1806 Friedrich Ernst Ewald von Keyserlingk
Das Bataillon kapitulierte am 7. November bei Ratkau, das Depot blieb bestehen
- Füsilier-Bataillon Nr. 2

1787 Johann Jeremias von Renouard, 1794 Karl Anton von Bila
Das Bataillon kapitulierte am 7. November bei Ratkau, das Depot blieb bestehen
- Füsilier-Bataillon Nr. 3

1787 Alexander Heinrich von Thile, 1793 Friedrich Georg von Tilly, 1797 Leopold von Wackenitz
Das Bataillon kämpfte in Preußen
- Füsilier-Bataillon Nr. 4

1787 Christian Ludwig von Lieberoth, 1794 Karl August von Greiffenberg
Das Bataillon kapitulierte am 7. November bei Ratkau, das Depot nahm an der Verteidigung von Danzig teil
- Füsilier-Bataillon Nr. 5

1787 Friedrich Adrian von Borcke, 1797 Erhard Gustav von Wedel
Das Bataillon kapitulierte am 7. November bei Ratkau, das Depot kam nach Kolberg
- Füsilier-Bataillon Nr. 6

1787 Friedrich Karl Ludwig von Holstein-Beck, 1789 Michael Szabszinski von Rembow
Nahm an der Verteidigung von Danzig teil
- Füsilier-Bataillon Nr. 7

1787 Friedrich Benignus von Schmidthenner, 1788 Johann Karl August von Schultz, 1800 Joachim Ernst von Rosen
Das Bataillon wurde am 14. Oktober bei Umpferstedt vernichtet, das Depot ergab sich am 16. Februar 1807 in Schweidnit
- Füsilier-Bataillon Nr. 8

1787 Julius Hans Friedrich von Plüskow, 1790 Karl Gottfried von Hanff, 1793 Johann Friedrich von Eisenhardt, 1795 Franz Leopold von Kloch
Das Bataillon kapitulierte am 15. Oktober bei Zottelstedt, das Depot kämpfte noch bei der Verteidigung von Danzig
- Füsilier-Bataillon Nr. 9

1787 Ernst Heinrich von Gillern, 1789 Kasper Gottlob von Diebitsch (Jung-Diebitsch), 1789 August Friedrich von Prosch, 1797 Heinrich Christoph von Ladebur, 1802 Jakob Borell du Vernay, 1807 Karl Friedrich von Danielewitz
Das Bataillon wurde am 15. Oktober bei Halle aufgerieben, Reste kamen nach Graudenz, das Depot kämpfte noch bei der Verteidigung von Danzig
- Füsilier-Bataillon Nr. 10

1787 Johann Karl Leopold von Larisch, 1788 Friedrich Ehrenreich von Diebitsch (Alt-Diebitsch), 1791 Heinrich Leopold von Forcade, 1792 Karl Friedrich von Martini, 1795 Friedrich Ferdinand von Anhalt-Köthen-Pless, 1802 Karl Gustav von Erichsen
Das Bataillon wurde am 14. Oktober bei Umpferstedt vernichtet, das Depot ergab sich am 16. Februar 1807 in Schweidnitz
- Füsilier-Bataillon Nr. 11

1787 Johann Anton von Dessaunieres, 1795 Georg Joachim von John, 1795 Ernst Wilhelm von Eichler, 1798 Heinrich Ludwig von Thümen, 1805 Karl Ludwig von Bergen
Das Bataillon kämpfte in Preußen und blieb bestehen
- Füsilier-Bataillon Nr. 12

1787 Nikolaus Albrecht von Baehr, 1788 Graf Albrecht von Anhalt, 1795 Johann August von Eicke, 1805 Johann Karl von Knorr
Das Bataillon kapitulierte am 7. November bei Ratkau, eine Abteilung kam aber bis nach Graudenz, das Depot kämpfte noch bei der Verteidigung von Danzig
- Füsilier-Bataillon Nr. 13

1787 Christian Ludwig von Thadden, 1794 Leopold Ludwig Maximilian Nordeck zu Rabenau
Das Bataillon wurde am 14. Oktober bei Umpferstedt vernichtet, das Depot ergab sich am 16. Februar 1807 in Schweidnitz
- Füsilier-Bataillon Nr. 14

1787 Karl Friedrich von Pollitz, 1794 Karl von Pelet, 1807 Friedrich Schuler von Senden
Das Bataillon kämpfte bei Jena, kam dann nach Preußen und kämpfte noch bei der Verteidigung von Danzig
- Füsilier-Bataillon Nr. 15

1787 Karl Leopold Friedrich von Schurff, 1788 Heinrich Leopold von Forcade, 1791 Franz von Rühle
Das Bataillon kämpfte bei Jena und kämpfte noch bei der Verteidigung von Danzig, das Depot ergab sich am 16. Februar 1807 in Schweidnitz
- Füsilier-Bataillon Nr. 16

1787 Johann Tobias von Kümpel, 1789 Friedrich Gottlieb von Oswald
Das Bataillon kapitulierte am 7. November bei Ratkau, das Depot kämpfte noch bei der Verteidigung von Danzig
- Füsilier-Bataillon Nr. 17

1787 Eugen Reinhard von Wallbrunn, 1788 Johann Christoph von Hinrichs
Zwei Kompanien gerieten am 17. Oktober bei Halle in Gefangenschaft, der Rest ergab sich am 7. November bei Ratkau, das Depot kämpfte noch bei der Verteidigung von Danzig
- Füsilier-Bataillon Nr. 18

1787 Georg Gerhard von Wilhelmi, 1789 Friedrich Wilhelm von Müffling, 1794 Siegmund Heinrich von Holtzschuher, 1800 August von Sobbe
Das Bataillon löste sich bei Rückzug auf, der Rest kapitulierte am 8. November in Magdeburg, das Depot kam nach Kolberg
- Füsilier-Bataillon Nr. 19

1787 Johann Viktor von Ernest
In Weimar an der Ilmenbrücke ergaben sich 200 Mann, der Rest ergab sich in Magdeburg am 8. November, das Depot kam nach Kolberg
- Füsilier-Bataillon Nr. 20

1787 August Christoph Heinrich von Legat, 1797 Friedrich Adrian von Borcke, 1798 Philipp von Ivernois
Das Bataillon kapitulierte am 7. November bei Ratkau, das Depot kam nach Kolberg
- Füsilier-Bataillon Nr. 21

1796 Ludwig August von Stutterheim
Das Bataillon kämpfte in Preußen
- Füsilier-Bataillon Nr. 22

1797 Friedrich Ludwig von Puttlitz, 1800 Karl Andreas von Boguslawski
Das Bataillon wurde am 14. Oktober vernichtet, das Depot ergab sich am 16. Februar 1807 in Schweidnitz
- Füsilier-Bataillon Nr. 23

1797 Hans David Ludwig von York, 1799 Benjamin von Schachtmeyer
Das Bataillon kämpfte in Preußen
- Füsilier-Bataillon Nr. 24

1797 Friedrich Wilhelm von Bülow
Das Bataillon kämpfte in Preußen

## Landregimenter
Es gab in Preußen vier Landregimenter, die nur bei Kriegsgefahr einberufen wurden. Die Offiziere, Unteroffiziere und Tamboure erhielten halben Sold. Die Gemeinen erhielten keinen Sold, da diese nur bei Kriegsgefahr von den Landständen einberufen wurden. Die Offiziere und Unteroffiziere wurden oftmals aus Altersgründen in die Landregimenter versetzt, um sie so versorgen zu können.
- Berliner Land-Regiment BL

1730 Anton von Blankensee; 1740 Karl Friedrich von Cratz; 1747 Karl Friedrich von Lüderitz; 1763 Christian Ernst Emanuel von Lembcke; 1767 (14. Januar bis 27. April): Ernst Friedrich von der Heyden; 1767 Johann Sylvius von Rothkirch; 1782 Karl Friedrich Albrecht von Loeben († 1788)
- Königsberger Land-Regiment KL

1730: Karl Friedrich von Fehr; 1731: Kasper von Fresin; 1745 Hans Albrecht von Polenz; 1756 Bernhard Friedrich von Hülsen; 1765 Christoph Friedrich von Rentzell; 1765 Albrecht Friedrich von Borck; 1775 Franz Wilhelm von Iselstein; 1777 Friedrich Sigmund von Sommerfeld († 1800)
- Magdeburger Land-Regiment ML

1730 Johann Adolph Marschall von Bieberstein; 1735 Kaspar Wilhelm von Düringshofen; 1745 Bernhard Sigismund von Berg; 1755 Bernhard Friedrich von Ahlimb; 1757 Johann Christoph von Wegnern (Alt-Wegnern); 1774 Johann Friedrich Christoph von Weißenfels; 1780 Karl Wilhelm von Kottwitz (1718–1788)
- Stettiner Land-Regiment SL

1735 Johann Arend; 1737 Kaspar Ehrenreich von Thermo; 1750 Baltzer Julius von Kahlbutz; 1752–1759 Johann Gottfried von Stockhausen; 1759 Ernst Heinrich von Langenau; 1764 Wolfgang Albrecht von Hohendorf; 1770 Karl Heinrich von Poseck; 1784 Friedrich August von Eyff († 1792)

## Ehemals kursächsische Regimenter
Nach der Kapitulation von Pirna 1756 presste Preußen die unterlegenen kursächsischen Regimenter in seine Armee. Die meisten Regimenter lösten sich auf Grund von Desertion frühzeitig auf.
→ Liste der kursächsischen Regimenter der Frühen Neuzeit
- Infanterieregiment S 50 1756/1 < Kursächsisches Infanterieregiment No. 10 (1756) Friedrich Ludwig von Rochow 1741/1

1756 errichtet, Leopold Friedrich Ludwig von Wietersheim - † 1757
- Infanterieregiment S 51 1756/2 < Kursächsisches Infanterieregiment No. 2 (1756) Albert Christian Heinrich von Brühl 1680/2

1756 errichtet, Friedrich von Wylich - † 1757
- Infanterieregiment S 52 1756/3 < Kursächsisches Infanterieregiment No. 1 (1756) Garde (Kurfürst Friedrich August II./König August III. von Polen) 1663

1756 errichtet, Bernd Siegmund von Blankensee, 1757 Georg Friedrich von Oldenburg - † 1757
- Infanterieregiment S 53 1756/4 < Kursächsisches Infanterieregiment No. 6 (1756) Johann Christian von Minckwitz 1709/2

1756 errichtet, Christoph Hermann von Manstein - † 1757
- Infanterieregiment S 54 1756/5 < Kursächsisches Infanterieregiment No. 3 (1756) Johann Adolf von Sachsen-Gotha-Altenburg „Sachsen-Gotha“ 1682/5

1756 errichtet, Wilhelm von Saldern, 1758 Friedrich Franz Ernst von Plotho - † 1763 > Infanterieregiment No. 33 (1806) 1736/2
- Infanterieregiment S 55 1756/6 < Kursächsisches Infanterieregiment No. 12 (1756) Alexander Jakob Lubomirski 1742/5

1756 errichtet, Friedrich Christian von Hauss, 1760 Ludwig Philipp von Röbel - † 1763 > Infanterieregiment No. 36 (1756) 1740/6
- Infanterieregiment S 56 1756/7 < Kursächsisches Infanterieregiment No. 4 (1756) Kurprinz Friedrich August von Sachsen 1701/05

1756 errichtet, Johann Bernhard von Loen – 1758 Samuel Adolph von Kalckreuth – 1758 Leopold Friedrich Ludwig von Wietersheim – 1759 Friedrich Magnus von Horn - † 1763 > Infanterieregiment No. 32 (1806) 1718/2
- Infanterieregiment S 57 1756/8 < Kursächsisches Infanterieregiment No. 7 (1756) Prinz Carl Maximilian von Sachsen 1711/03

1756 errichtet, Friedrich Karl Ferdinand von Braunschweig-Bevern „Prinz Friedrich“ - † 1757
- Infanterieregiment S 58 1756/9 < Kursächsisches Infanterieregiment No. 5 (1756) Prinz Clemens Wenzeslaus von Sachsen 1704/06

1756 errichtet, Ernst Bogislaus von Flemming - † 1757
- Infanterieregiment S 59 1756/10 < Kursächsisches Infanterieregiment No. 8 (1756) Prinz Franz Xaver von Sachsen 1723

1756 errichtet, Friedrich Wilhelm von Preußen - † 1757

## Feldjägerregiment
- Feldjäger zu Fuß von 1756/15

Feldjäger-Regiment. 1740 Major Egmont von Chasôt, 1750 Oberst Ludwig von der Osten, 1751 Oberst Wilhelm Ludwig von Aweyde, 1756 Major Karl von Hardwig, 1759 Major Thomas von Baader, 1759 Friedrich Wilhelm von Gaudi (Flügeladjutant), 1760 Philipp Ludwig Siegmund Bouton des Granges, 1761 Friedrich von Anhalt, 1778 des Granges (ab 1785 Regimentschef), 1790 Oberst Karl Friedrich von Voß, 1800 Johann David Ludwig von York, 1805 (Kommandeur) Ernst Heinrich von Witzleben. Es wurde bereits 1744 als „Korps Feldjäger zu Fuß“ aufgestellt. Nach der preußischen Heeresreform als Garde-Jäger-Bataillon in die neupreußische Armee übernommen.